# سباق باريس روبيه 1939
طواف باريس 1939 هو سباق دراجات هوائية أقيم بتاريخ 9 أبريل، تكون السباق من مرحلة واحدة، وامتدّ لمسافة 250 كم، وبسرعة 35.934 كم/س، استغرق السباق 7 ساعات و17 دقيقة و30 ثانية.